# Landeta (Santa Fé)
Landeta é uma comuna da província de Santa Fé, na Argentina.